# Норбю (Фанё)
Но́рбю (дат. Nordby) — город в Дании. Расположен на острове Фанё (часть Датских островов в Ваттовом море) у Северного моря, напротив порта Эсбьерг. Является самым большим городом на острове. Административный центр коммуны Фанё в области Южная Дания. На 1 января 2014 в городе проживало 2659 человек.

## История
Норбю появился вокруг поселения Одден. В течение XVIII века город развивался. Сегодня город вырос на запад и юг.

## Занятия населения
Население Норбю занимается туризмом, ремеслом и обслуживанием. С закрытием морского университета доля моряков уменьшается, а количество пассажиров на материк увеличивается.